# Crypturellus brevirostris
Il tinamo rugginoso (Crypturellus brevirostris Pelzeln, 1863)  è un uccello  della famiglia Tinamidae.

## Descrizione
Lunghezza: 25–28 cm.
Il piumaggio è caratterizzato da un motivo a righe sul dorso e le ali, che alterna zone scure a bande color ruggine, che diventa continuo sul petto. Il ventre è pallido

## Distribuzione e habitat
La specie è presente in Perù, Colombia, Guyana francese e Brasile.
Popola ambienti di foresta e palude tropicale e subtropicale, fino ai 500 m di quota.
La specie è in lento declino demografico, ma non è considerata minacciata grazie al suo vasto areale